# Chusquea arachniformis
Chusquea arachniformis är en gräsart som beskrevs av Lynn G. Clark och Ximena Londoño. Chusquea arachniformis ingår i släktet Chusquea och familjen gräs. Inga underarter finns listade i Catalogue of Life.